# Санкции в связи со вторжением России на Украину (13 пакет)
Тринадцатый пакет санкций в связи со вторжением России на Украину был принят с 23 февраля по 21 июня 2024 года за вторжение на Украину и смерть Алексея Навального.

## Хронология

### 23 февраля 2024 года
ЕС ввёл 13-й пакет санкций. Он включил в себя:
- ограничительные меры в отношении 106 физических лиц, среди которых:
  - замминистра обороны РФ Алексей Криворучко, замкомандующего Черноморским флотом Аркадий Романов
  - губернаторы Белгородской (Вячеслав Гладков), Тульской (Алексей Дюмин), Пензенской (Олег Мельниченко) и Рязанской (Павел Малков) областей, а также Ханты-Мансийского округа (Наталья Комарова)
  - глава правления «Движения первых» Григорий Гуров, «глава» парламента так называемой «ДНР» Артем Жога, генеральный секретарь Белорусского общества Красного Креста Дмитрий Шевцов, белорусский провластный активист, паралимпиец и учредитель благотворительного фонда Алексей Талай
  - руководители предприятий российского военно-промышленного комплекса, представители назначенных Россией «властей» аннексированного Крыма и оккупированных частей Херсонской, Донецкой и Луганской областей
  - министр обороны КНДР Кан Сун Нама, а также 10 российских компаний и частных лиц, связанных с перевозками оружия из Северной Кореи
  - представители судебной власти, политики и лица, ответственные за незаконную депортацию и военное перевоспитание украинских детей
- ограничительные меры в отношении 88 юридических лиц, включая:
  - «Движение первых», Конструкторское бюро машиностроения, Специальное конструкторское бюро «Турбина», Климовский специализированный патронный завод, Тульский патронный завод, Новосибирский патронный завод, Национальный центр вертолётостроения им. Миля и Камова, 163-го бронетанковый ремонтный завод и научно-производственное предприятие «Радар ммс», а также Главное управление по ракетам
  - предприятия из Китая (RG Solutions, Guangzhou Ausay Technology, Shenzhen Biguang Trading и Yilufa Electronics), Индии (Si2 Microsystems), Казахстана (Elem Group), Сербии (Conex Doo Beograd-Stari Grad), Турции, Таиланда (Thai IT Hardware) и Шри-Ланки (Euro Asia Cargo)
- включение в санкционный список более 70 наименований товаров и технологий, включая электронные интегральные схемы, фотокамеры, датчики, телескопические прицелы, перископы, телескопы, термостаты, двигатели постоянного тока и генераторы постоянного тока, трансформаторы и резисторы.

США ввели:
- санкции против более 500 физических лиц
- экспортные ограничения против более 100 юридических лиц.
- санкции против Национальной системы платежных карт (НСПК, оператора платежной системы «Мир»), Челиндбанка, Модульбанка, Датабанка, Морского банка, Быстробанка, банков «Авангард», «Международный финансовый клуб» (МФК), Ростфинанс, а также СПБ банка, являющегося расчетным депозитарием СПБ биржи[3].

Канада ввела:
- санкции против 10 фических лиц и 153 юридических лиц, включая:
  - помощника президента РФ Игоря Левитина, совладельца «Калашникова» Андрея Бокарева, генерального директора «Военторга» Владимира Павлова и владельцев группы компаний РЕСО Сергея и Николая Саркисовых
  - «Алмаз-Антей», «Информационные спутниковые системы имени Решетнева», авиакомплекс Ильюшина, «АльфаСтрахование» и РЕСО-гарантия, Новороссийский морской порт, «Военторг», НИИ «Агат», корпорация «Вымпел», «Глобалтранс Инвестмент», «Воентелеком»
- запрет на экспорт в Россию более 20 товаров, которые могут быть использованы для производства оружия.

### 24 февраля 2024 года
Австралия внесла в санкционный список 55 граждан России и 37 организаций. Среди них:
- певцы Олег Газманов, Николай Басков и Филипп Киркоров, солист группы «Любэ» Николай Расторгуев, телеведущая Тина Канделаки, глава ВГТРК Олег Добродеев, ведущие Первого канала Артем Шейнин и Алексей Пиманов, а также спикер Минобороны Игорь Конашенков и основатель «Ночных волков» Александр (Хирург) Залдостанов
- губернаторы Камчатского края Владимир Солодов, ХМАО Наталья Комарова, Приморского края Олег Кожемяко, Нижегородской области Глеб Никитин, Адыгеи Мурат Кумпилов и Мордовии Артем Здунов
- компании из оборонного, энергетического, горнодобывающего российских секторов, а также компаним, связанные с российскими закупками в Беларуссии, Иране и КНДР
- Центральное морское конструкторское бюро «Алмаз», «Росгеология», «Юнармия», «ЧВК Патриот» и «ЧВК Редут».

### 29 февраля 2024 года
Новая Зеландия:
- ввела санкции против 45 физических и 16 юридических лиц, в том числе фирм, закупающих технологии для российской оборонной промышленности, а также руководителей некоторых российских банков. Также под санкции подпали люди, причастные к закупкам северокорейского оружия
- присоединилась к так называемому потолку цен на нефть, который с 5 декабря 2022 года ввели страны Большой семерки, ЕС и Австралия
- запретила экспорт ряда товаров в Россию и Беларусь через третьи страны.

Швеция перестала предоставлять госдотации приходам Русской православной церкви.

### 1 марта 2024 года
Австралия ввела санкции против 3 человек, связанных с колонией, где умер Навальный: заместителя директора Федеральной службы исполнения наказаний России Валерия Бояринева; начальника Управления Федеральной службы исполнения наказаний по Ямало-Ненецкому автономному округу Игоря Ракитина; начальника ИК-3 в поселке Харп Вадима Калинина.
Канада ввела запрет на ввоз через третьи страны российских алмазов и ювелирной продукции массой от одного карата.
Япония ввела санкции против 12 физических и 36 юридических лиц, среди них:
- «Тинькофф банк»
- концерны «Калашников», «Алмаз-Антей», Уралвагонзавод, Атомфлот, а также научно-производственные объединения «Аврора» и «Импульс»
- уполномоченные по правам ребёнка в Чечне, Калужской и Ростовской областях России
- сын бывшего губернатора Красноярского края РФ Артема Усса.

Швейцария присоеднилась к 13-му пакету санкций ЕС. Она:
- ввела санкции против 106 физических и 88 юридических лиц
- добавила 27 субъектов под запрет на экспорт товаров двойного назначения и товаров, которые могут способствовать военному и технологическому развитию России
- расширила перечень товаров, подпадающих под запрет на экспорт: например, теперь запрещена продажа и экспорт в Россию комплектующих, которые используются при разработке и производстве беспилотников.

Россия исключена из Дунайской комиссии.

### 2 марта 2024 года
Литовская таможня заявила, что автомобили с российскими регистрационными номерами должны покинуть Литву и территорию всего ЕС до 11 марта 2024 года.

### 3 марта 2024 года
Канада ввела санкции против 6 российских должностных лиц, в том числе высокопоставленных должностных лиц и высокопоставленных сотрудников российской прокуратуры, судебных и исправительных служб.

### 4 марта 2024 года
США на год продлили санкции из-за аннексии Крыма и войны на Донбассе.
Албания, Босния и Герцеговина, Грузия, Исландия, Лихтенштейн, Молдавия, Норвегия, Северная Македония, Украина и Черногория приоеднились к продлению санкций ЕС от 19 февраля 2024 года.

### 5 марта 2024 года
США ввели санкции против физических и юридических лиц. Среди них:
- ЧВК «Вагнер»; а также любой её правопреемник, подразделение или дочерняя компания
- Павел Шевелин (физическое лицо из РФ)
- ООО Элтехнорд и любое его правопреемник, подразделение или дочернее предприятие
- Рим Йонг Хёк (физическое лицо из КНДР)
- Воздушно-космические силы России и любое их правопреемник, подразделение или дочернее предприятие.

Албания, Босния и Герцеговина, Исландия, Лихтенштейн, Северная Македония, Украина и Черногория присоединились к ограничением ЕС от 12 февраля 2024 года. Эти же страны и Норвегия присоединились к санкциям введённым ЕС 23 февраля 2024 года. Молдавия также присоеднилась к санкциям введённым 23 февраля, за исключением санкций против 27 организаций, непосредственно поддерживающих российский военно-промышленный комплекс в его войне.

### 8 марта 2024 года
США ввели санкции против компании из Центральноафриканской Республики Bois Rouge SARLU и российского ООО «Брокер эксперт».

### 12 марта 2024 года
ЕС продлил санкции за нарушение территориальной целостности Украины до 15 сентября 2024 года, обновил записи в санкционных списках для 97 физических и девяти юридических лиц, а также исключил записи о 9 умерших лицах и 3 других лицах.

### 13 марта 2024 года
Эстония начала штрафовать владельцев автомобилей с российскими номерами, если они не перерегистрировали их.

### 16 марта 2024 года
Финляндия перестала впускать автомобили с номерами РФ.

### 20 марта 2024 года
США ввели санкции против российских организаций «Агентство социального проектирования» и «Структура», а также их руководителей, которые занимались координацией информационной кампании в Латинской Америке, направленной на ослабление поддержки Украины, а также распространение антиамериканских и антинатовских настроений

### 21 марта 2024 года
Литва прекратила пропуск грузовых машин из Калининградской области.

### 22 марта 2024 года
ЕС ввёл санкции против 33 физических лиц и двух организаций в связи с внезапной смертью в российской исправительной колонии оппозиционера Алексея Навального.

### 26 марта 2024 года
США расширило санкционный список 11 компаниями и 2 лицами, связанными с торговлей криптовалютами.

### 27 марта 2024 года
Чехия ввела санкции против Виктора Медведчука, а также близкого к нему Артема Марчевского и зарегистрированной в Чехии компании Voice of Europe.

### 28 марта 2024 года
Япония продлила на год действие постановления о лишении России торгового статуса «наибольшего содействия».

### 29 марта 2024 года
ЕС закрыл воздушное пространство для базирующейся в Турции авиакомпании Southwind Airlines.

### 2 апреля 2024 года
Южная Корея ввела санкции против двух российских компаний и двух судов за военное сотрудничество с Северной Кореей.
США потребовали от американских компаний прекратить доставку товаров более 600 иностранным сторонам из-за опасений, что товары могут быть перенаправлены в Россию для использования во время её вторжения в Украину.

### 4 апреля 2024 года
Украина ввела санкции против 7 людей и 86 организаций.

### 5 апреля 2024 года
Япония:
- расширила запрет на экспорт в Россию, включив 164 дополнительных промышленных товара, таких как литий-ионные батареи, газовые трубы и автомобильное моторное масло, с вступлением в силу с 17 апреля
- ввела запрет на импорт российских алмазов для непромышленного использования с встуалением в силу 10 мая.

Финляндия до 15 апреля закрыла для частных суден морские пункты пропуска в восточной части Финского залива.

### 8 апреля 2024 года
Албания, Босния и Герцеговина, Исландия, Лихтенштейн, Молдавия, Норвегия, Северная Македония, Украина и Черногория присоединились к продлению санкций ЕС от 12 марта 2024 года.

### 10 апреля 2024 года
США ввели экспортный контроль против 3 компаний из РФ, 6 из Китая и 2 из ОАЭ.
ЕС ввёл санкции против Татьяны Жданок.

### 13 апреля 2024 года
США и Великобритания ввели запрет на торговлю российским алюминием, медью и никелем на биржах в Чикаго и Лондоне.

### 16 апреля 2024 года
США внесли в санкционный список 10 физлиц и 12 компаний, связанных с оборонным сектором и правительством Беларуси.

### 20 апреля 2024 года
Эстония расторгла договора о правовой помощи и правовых отношениях в гражданских, семейных и уголовных делах с Россией.

### 25 апреля 2024 года
США ввели против более десятка физических и юридических лиц, а также кораблей, причасных к поставке БПЛА КСИР и России. Среди них:
- подставная компания Sahara Thunder, курирующая коммерческую деятельность иранского Минобороны и играющая ключевую роль в проектировании, разработке, производстве и продаже тысяч БПЛА, многие из которых получает Россия
- руководство компании
- Onden General Trading FZE — брокерская фирма из ОАЭ, продававшая иранские товары от имени Sepehr Energy с доставкой на берег близ Сингапура
- судно LA PEARL, перевозившее эти грузы и его компания-владелец Saone Shipping Corporation, базирующаяся в Панаме
- иранская грузовая авиакомпания Pouya Air
- компания Bonyan Danesh Shargh — иранская фирма, производящая беспилотники, двигатели, а также электронные и цифровые детали к ним.

### 1 мая 2024 года
США ввели санкции против около 300 компаний и физлиц, в том числе из Китая, ОАЭ, Турции, Словакии и Бельгии. Среди них:
- авиакомпания «Победа»[42]
- десятки предприятий российского военно-промышленного комплекса, среди которых: корпорация «ЛАНИТ», автозавод «Урал», Брянский автозавод, Волгоградский тракторный завод, Ярославский моторный завод, Фрязинский завод мощных транзисторов, Болховский завод полупроводниковых приборов, НПО «Марс», завод «Протон» завод «Юпитер», «99 завод авиационного технологического оборудования»[42]
- 16 морских судов под российским флагом («Василий Лановой», «Михаил Бретнев», «Андрей Осипов», «Беринг» и другие)[42]
- компании горно-добывающей отрасли РФ, в том числе ООО «Управляющая компания Сибантрацит», АО «Разрез Колыванский», ГДК «Баимская»[42]
- российские войска радиационной, химической и биологической защиты, а также ряд исследовательских институтов Минобороны РФ[42]
- 50 компаний из Китая, Турции, ОАЭ, Бельгии, Словакии и Азербайджана, которые, по версии Минфина США, помогают России приобретать оборудование и технологии для производства вооружений[42].

### 6 мая 2024 года
Эстония объявила Русскую православную церковь организацией, поддерживающей военную агрессию.

### 14 мая 2024 года
США:
- ввели запрет на импорт урана из России[45]
- ввели санкции в отношении гражданина РФ и трех базирующихся в России компаний, которые должны были помочь российскому бизнесмену Олегу Дерипаске разморозить более 1,5 млрд долларов из его активов[46].

### 16 мая 2024 года
США ввели санкции против 2 российских граждан и 3 российских юридических лиц за содействие передаче оружия между Россией и Корейской Народно-Демократической Республикой (КНДР).
Новая Зеландия ввела санкции против 28 человек и 14 организаций, оказывавших военную и стратегическую поддержку вторжению России на Украину.

### 17 мая 2024 года
Великобритания ввела санкции за торговлю с КНДР по схеме «оружие в обмен на нефть» против:
- Восточной стивидорной компании, которая занимается перевалкой контейнеров, и Топливно-бункерной компании (ТБК);
- директора ТБК Алексея Воротникова;
- судоходной компании Paekyangsan Shipping Company из КНДР.

Австралия ввела санкции против 6 российских компаний, связанных с поставкой оружия из Северной Кореи.

### 19 мая 2024 года
ЕС ввёл новые правила гармонизации уголовных преступлений и наказаний за нарушение санкций — они обеспечат возможность уголовного расследования и преследования таких нарушений во всех государствах-членах ЕС.

### 21 мая 2024 года
ЕС ввёл финансовый взнос, причитающийся Центральным депозитариям ценных бумаг, владеющим резервами и активами Центрального банка России (ЦБ РФ), которые были иммобилизованы вследствие ограничительных мер ЕС, в ЕС с целью поддержки Украины.
Канада ввела санкции против 2 физических и 6 юридических лиц из России, перевозивших из КНДР оружие, включая баллистические ракеты. Под санкции попали генеральный директор АО "Государственная авиакомпания «224 летный отряд» Владимир Михейчик и генеральный директор судоходной компании «Азиа» Владимир Шастин, судоходные компании «Марин транс шипинг», «М Лизинг», АО «Совфрахт», «Азия шипинг» «, „МГ-Флот“ и сам „224-й летный отряд“.

### 22 мая 2024 года
Украина ввела санкции в отношении 69 юридических лиц, среди которых ряд российских СМИ, и 2 физических лиц.

### 24 мая 2024 года
Япония ввела санкции против 1 физических и 9 юридических лиц из России, а также 2 компаний с Кипра.
Южная Корея ввела санкции против 7 физических лиц из КНДР и 2 российских судов, обвинив их в финансировании ракетной и ядерной программ Пхеньяна и в перевозке военных грузов между РФ и КНДР.

### 27 мая 2024 года
ЕС ввёл санкции против:
- Виктора Медведчука, его приближенного Артема Марчевского и новостного издания Voice of Europe[56]
- 1 юридического и 19 физических лиц из России, преследовавших российских оппозиционеров и активистов, в том числе Алексея Навального, Олега Орлова и Сашу Скочиленко[57].

### 30 мая 2024 года
ЕС ввел пошлины на ввоз зерновых, масличных культур и других продуктов из Российской Федерации и Беларуси.
Частично признанная Китайская Республика (Тайвань) введла ограничения на экспорт в Беларусь и Россию нитроцеллюлозы (код ТН ВЭД 391220) со вступлением в силу 14 июня 2024 года.

### 31 мая 2024 года
ЕС дополнил санкционные списки физических и юридических лиц из Ирана и КНДР, причастных к поставке оружия России. Среди них:
- министр обороны Ирана Мохаммадреза Аштиани, командующий подразделением „Аль-Кудс“ Корпуса стражей исламской революции (КСИР) Исмаил Каани, глава компании Aviations Industries Organizatio Афшин Хаджи Фард, компания Kavan Electro, занимающаяся закупкой и продажей компонентов для производства дронов, вместе с двумя представителями её топ-менеджмента
- представители КНДР на сайте Совета ЕС не названы, но указано, что на них „будет наложен запрет на замораживание активов и запрещено предоставление средств или экономических ресурсов, прямо или косвенно, в пользу или на благо перечисленных лиц“. Кроме того, им запрещены поездки в страны ЕС
- губернатор российского Приморского края Олег Кожемяко и российская „Восточная Стивидорная компания“.

### 4 июня 2024 года
Канада ввела санкции против: бывшего премьер-министра Украины Николя Азарова и его сына и эксдепутата „Партии регионов“ Алексея Азарова, бывшего секретаря СНБО Раисы Богатыревой, главы администрации Виктора Януковича — Андрея Клюева, олигарха Сергея Курченко, эксгенпрокурора Виктора Пшонки и его сына эксдепутата „Партии регионов“ Артема Пшонки, бывшего министра образования Дмитрия Табачника, эксглавы СБУ Александра Якименко, эксглавы МВД Виталия Захарченко.
США ввели санкции против 4 иранских организаций и 1 физического лица, связанных с разработкой, производством и распространением беспилотных летательных аппаратов (БПЛА).

### 12 июня 2024 года
США:
- ввели санкции против 300 физических лиц и компаний из России и стран, помогающих ей обходить наложенные ранее ограничения. Среди них:
  - АО „Русгаздобыча“, „Арктик СПГ — 1“, „Арктик СПГ — 2“ и „Мурманск СПГ“, „Газпром инвест“, Амурский металлургический комбинат, АО „Уравагонзавод“, „Движение первых“, Московская биржа, Национальный клиринговый центр, Национальный расчетный депозитарий, Группа компаний „Эльга“, Казанское опытное КБ „Союз“, ООО „Геоскан“, „Русский орел“, ПАО „Радиофизика“, Страховая компания „Согаз“, Гознак и др.
  - 7 российских судов для перевозки сжиженного природного газа — „Алексей Косыгин“, „Петр Столыпин“, „Сергей Витте“, „Звезда 044“, „Звезда 045“, „Звезда 046“ и „Звезда 047“
  - ряд компаний из Китая, Турции, Казахстана, Кыргызстана, Болгарии, Сербии, Южной Африки, ОАЭ, Беларуси и Британских Виргинских островов, которые, по мнению американского Минфина, помогают России обходит введенные против неё ранее ограничения
- запретили экспорт, реэкспорт, продажу или поставку прямо или косвенно из Соединённых Штатов консалтинговых услуг в сфере IТ и услуг по проектированию, услуг IТ-поддержки, облачных услуг для программного обеспечения любому лицу, находящемуся на территории Российской Федерации.

### 13 июня 2024 года
Великобритания включила в санкционный список более 40 юридических и физических лиц. Среди них:
- Мосбиржа, Национальный клиринговый центр, Национальный расчетный депозитарий, „Ингосстрах“, СПБ-биржа, авиаперевозчик „Волга-Днепр“, Тамбовский и Казанский пороховые заводы, компании „Новатэк Мурманск“, „Мурманск СПГ“, „Русхимальянс“, „Современный морской арктический транспорт СПГ“, машиностроительный завод „Арсенал“, научно-исследовательский автомобильный институт НАМИ, а также компании из Кыргызстана, Китая и ряда других стран
- председатель правления Мосбиржи Юрий Денисов, основатель ИГ „Инсайт“ Авет Миракян, бизнесмен Иван Таврин, владелец группы S8 Capital Армен Саркисян, совладелец „Группы Астра“ Денис Фролов и бывший министр сельского хозяйства Чечни и глава российской „дочки“ Danone Якуб Закриев
- 6 кораблей.

Канада ввела санкции против 11 физических и 16 юридических лиц из России. Среди них: глава Минпромторга РФ Антон Алиханов, директор „Лиги безопасного интернета“ Екатерина Мизулина, авиакомпания „Победа“, АО „Электроагрегат“, АО „Электроавтоматика“, Новороссийское морское пароходство („Новошип“), Российская национальная перестраховочная компания, „Российская газета“, телеканалы „Таврия ТВ“ и „Мариуполь 24“, Учебный центр МВД России в Манагуа (Никарагуа).

### 14 июня 2024 года
Албания, Босния и Герцеговина, Грузия, Исландия, Лихтенштейн, Молдавия, Норвегия, Северная Македония, Украина и Черногория приоеднились к расширению санкций ЕС от 27 мая 2024 года.

### 17 июня 2024 года
ЕС продлил санкции, введенные в ответ на аннексию Крыма Россией, до 23 июня 2025 года.
США уведомили Россию о приостановке соглашения об избежании двойного налогообложени.
Албания, Босния и Герцеговина, Грузия, Исландия, Лихтенштейн, Молдавия, Норвегия, Северная Македония, Украина и Черногория присоединились к расширению санкций ЕС от 14 мая 2024 года.

### 18 июня 2024 года
Канада ввела санкции против 13 представителей Следственного комитета, ФСИН и МВД России.

### 20 июня 2024 года
Республика Корея:
- ввела санкции против:
  - 4 кораблей
  - 5 организаций
  - 8 человек.

### 21 июня 2024 года
США ввели санкции против топменеджмента российской компании „Лаборатория Касперского“.
Япония ввела санкции против 11 физических и 42 юридических лиц. Среди них:
- гендиректор „Тактического ракетного вооружения“ Борис Обносов, гендиректор „Уралвагонзавода“ Александр Потапов, генеральный конструктор АМНТК „Союз“ Мкртич Окроян, глава Минобразования Запорожской области Елена Шапурова, секретарь Центризбиркома РФ Наталья Бударина, члены Центризбиркома Эльмира Хаймурзина, Александр Курдюмов, Антон Лопатин и ряд других лиц
- ПАО „Алроса“, „Крымпатриотцентр“, а также оборонные предприятия, включая АО „Уралтрасмаш“, АО „НПО Курганприбор“, ООО „ЧТЗ-Уралтрак“, АО „Нижегородский завод 70-летия Победы“, ОАО „Завод имени Дегтярева“, ООО „Девайс Консалтинг“, ООО „Оборонлогистика“, АО „Компэл“, ООО „Орелметаллполимер“, ОАО „ВНИИР-Прогресс“
- 11 иностранных компаний из Китая, Индии, Казахстана, ОАЭ и Узбекистана, в том числе 7 китайских фирм, включая Alpha Trading Investments Ltd, Asia Pacific Links Ltd и Guangzhou Ausay Technology Co. Ltd, компания из ОАЭ — SCF Management Services Dubai Ltd, индийская Si2 Microsystems Pvt Ltd, казахстанская Elem Group, LLC и узбекистанская Mvizion LLC.